# أفغانستان في الألعاب الأولمبية
أفغانستان في الألعاب الأولمبية تقوم اللجنة الأولمبية الوطنية الأفغانستانية بالإشراف في شؤون مشاركة أفغانستان في الألعاب الأولمبية، شاركت أفغانستان أول مرة في الألعاب الأولمبية في دورة 1936 في برلين في ألمانيا، فازت أفغانستان حتى الآن في مشوارها في الألعاب الأولمبية الصيفية بميداليتين برونزيتين كانت عن طريق مبارز التايكواندو روح الله نيكبا.